# Idioma ecuo
El ecuo (del latín æquī '[los] ecuos') era una lengua osco-umbra hablada en el área habitada por el antiguo pueblo itálico de los ecuos (en las colinas Albanas, al noreste de Lacio) entre el V y el III a. C.
Si bien está clara su filiación osco-umbra, no lo está su pertenencia al subgrupo osco y al umbro dado que el su testimonio se limita a una inscripción escrita en alfabeto latino que recoge la ofrenda de un magistrado a una divinidad asociada con la extinción del fuego.

## Inscripciones
El ecuo está escasamente documentado por dos inscripciones. La publicación de Conway de las inscripciones en itálico agrega un glosario de varios nombres de lugares y varias docenas de nombres personales, pero no distingue cuáles de estos son ciertamente endónimos y cuáles son exónimos latinos utilizados por la población de habla latina. Es posible que hubieran sido iguales en ambos casos, pero tal hipótesis sigue sin probarse.
La inscripción de Alba Fucens en una placa de bronce con la inscripción ALBSI PATRE. Conway reconstruye la primera palabra como * albe (n) si, un caso dativo. Por otra parte Baldi traduce el texto al latín como Albano patri, dos dativos, y al español como "El padre Albano". 
El segundo documento son las inscripciones de Cliternia (Capradosso) en Petrella Salto, dos piedras inscritas en un manantial disociado del contexto por la naturaleza (rodaba colina abajo). El texto dice:
Inscripción ecua I
Via inferior privatast Titus Umbreni feilius Cai
precario itur pecus plostrum ni quis agat.
En latín:
Via inferior privaverit Titus Umbreni filius Cai
precario itur pecus plaustrum ne cois agat.
En español:
La vía inferior privaría Tito Umbreno hijo de Caio,
precario ir en carro de ganado, ni actúa encuentros.
Inscripción ecua II:
Pomposius meddis state talio donum dedid Herenius meddis tous nuersens Hereclei prufatted.
En latín:
Pomposius magistratus statae merito donum dedit Herenius magistratus totus pecunia Herculi probavit.
En español:
Ha estado el magistrado Pomposio que dio el don de mérito al magistrado Herenius todo dinero Hércules probará.